# Thamnophilus torquatus
El batará alirrufo (Thamnophilus torquatus), también denominado batará ala roja (Paraguay) o choca de alas rufas, es una especie de ave paseriforme perteneciente al numeroso género Thamnophilus de la familia Thamnophilidae. Se distribuye en regiones cálidas del centro de América del Sur.

## Distribución y hábitat
Se distribuye en el este de Brasil, desde el sur de Pará y el sur de Maranhão por el este hasta Pernambuco y por el sur hasta el centro-oeste de Mato Grosso, Mato Grosso do Sul, São Paulo, el borde occidental de Río de Janeiro y el centro de la región costera de Bahía. En Bolivia, en el nordeste del departamento de Santa Cruz; y en el nordeste del Paraguay, en el departamento de Canindeyú.
Habita en áreas arbustivas, bosques ralos y cerrados, y, localmente, hasta en plantaciones de café; hasta los 1000 m s. n. m.

## Descripción
Mide 14 cm. Tiene el iris anaranjado. El macho tiene la corona negra, face y pescuezo grisáceos, dorso pardo y alas rufas, constrastantes; la cola es negra barrada de blanco. Por abajo es blanco barrado de negro en el pecho. La hembra es pardo oliváceo por arriba, con corona, ala y cola canela; por abajo es pardo amarillento sucio.

## Comportamiento
Ave discreta, raramente vista, excepto cuando vocaliza; la pareja no parece juntarse a bandadas mixtas.

### Alimentación
Normalmente encontrado en el estato medio arbóreo entre 0 y 2 m del suelo, forrajean haciendo saltos cortos, pausando cada 2 a 15 segundos para buscar por presas  antes de dar una rápida cuchillada con su pico o un salto corto. Su dieta consiste de una variedad de artrópodos, incluyendo escarabajos, hormigas, arañas y saltamontes.

### Vocalización
El canto es un “rhen, rehn, rhen, reh-reh-reh-reh-rénh” un tanto agudo y nasal.

## Sistemática

### Descripción original
Esta especie monotípica fue descrita originalmente en el año 1825 por el ornitólogo y naturalista británico William Swainson, bajo el mismo nombre científico. La localidad tipo adjudicada es: «Urupé, Bahía, Brasil».

### Etimología
El nombre genérico «Thamnophilus» deriva del griego «thamnos»: arbusto y «philos»: amante; «amante de arbustos»; y el nombre de la especie «torquatus», del latín «torquatus»: acollarado.

### Taxonomía
Junto a las especies: Thamnophilus doliatus, T. zarumae, T. ruficapillus, T. tenuepunctatus, T. multistriatus, y T. palliatus, integra el «grupo T. doliatus». Con T. ruficapillus parece formar una superespecie.